# Bituberochernes mumae
Espèce
Bituberochernes mumae est une espèce de pseudoscorpions de la famille des Chernetidae.

## Distribution
Cette espèce se rencontre aux États-Unis en Floride, à Cuba et aux îles Caïmans.

## Description
Le mâle holotype mesure 3,16 mm.

## Étymologie
Cette espèce est nommée en l'honneur de Martin Hammond Muma.

## Publication originale
- Muchmore, 1974 : A new genus and species Bituberochernes mumae (Chernetidae). Florida Entomologist, vol. 57, no 1, p. 77-80 (texte intégral).